# Mobilité professionnelle
 (septembre 2018).
La mobilité professionnelle se définit au sens large comme un changement dans les modalités d'exercice de l'activité professionnelle d'une personne. 

## Formes
Ce changement peut revêtir différentes formes incorporant un ou plusieurs des motifs suivants :
- Mobilité interne
  - mobilité fonctionnelle (changement de poste ou d'affectation)
  - mobilité hiérarchique (dans la fonction publique : changement de grade)

- Mobilité externe 
  - changement d'entreprise ou d'établissement
  - mobilité sectorielle (changement de branche professionnelle)
  - mobilité socio-professionnelle (changement de métier ou de statut : salarié, fonctionnaire, indépendant, chef d'entreprise...)

Dans un ouvrage publié en 2024, le Céreq souligne qu'une dynamique des mobilités et des reconversions professionnelles est à l’œuvre depuis plusieurs années en France. Les besoins du marché du travail, notamment sous l’effet des transitions écologique et numérique, en sont le premier moteur. Les aspirations des salariés - à de meilleures conditions d’emploi et de travail, à un équilibre plus harmonieux vie professionnelle/vie personnelle ou à davantage de sens du travail - en constituent le second.  La loi du 5 septembre 2018 pour la liberté de choisir son avenir professionnel incarne un point d’orgue par la place qu’elle accorde à l’outillage des mobilités individuelles.

## Mobilité géographique
La mobilité géographique (entendue au sens d'un déplacement impliquant au minimum un changement de bassin de vie) ne doit pas être confondue avec la mobilité professionnelle bien que ces deux notions soient fortement liées : en effet, la mobilité professionnelle s'accompagne souvent d'une mobilité géographique, et réciproquement la mobilité géographique d'un actif implique toujours une forme de mobilité professionnelle.

## Dans la fonction publique française

### Cas des fonctionnaires
La loi no 2009-972 du 3 août 2009 relative à la mobilité et aux parcours professionnels dans la fonction publique entend faciliter et encourager toutes les formes de
mobilité, y compris la mobilité inter-fonctions publiques.
Elle prévoit notamment qu'une administration "ne peut s'opposer à la demande de mutation de l'un de ses fonctionnaires, acceptée par l'administration d'accueil, qu'en raison des nécessités de service" (art. 4).

### Cas des agents contractuels
Un agent contractuel peut bénéficier d'une mobilité au sein de son ministère ou de son établissement public pendant la période initiale de six ans correspondant au CDD de trois ans et à son renouvellement.
À l'issue de cette période au terme de laquelle l'agent bénéficiera d'un CDI, l'agent contractuel peut organiser une mobilité géographique ou fonctionnelle dans l'ensemble de la fonction publique de l'État.